# 뮤직뱅크
《뮤직뱅크》는 KBS 2TV에서 매주 금요일 오후 5시 5분에 방송 중인 대중 음악 프로그램이다.

## 역사
※ 참고 사항 (MC 멘트)
- 오프닝 : 진화하는 K-POP, 한류 열풍의 중심! 전 세계인과 함께하는 생방송 뮤직뱅크~!
- 이후의 무대 및 가수 소개 : 뮤직 큐~!
- 대기실 인터뷰 시: 대기실에 나타난 (MC 1), (MC 2)입니다!
- 클로징 : 음악이 필요할 땐~ 생방송 뮤직뱅크! 즐거운 주말 보내세요~! 내년에 만나요~!

### 1990년대 후반
1998년 6월 16일 《뮤직뱅크》가 첫 방송되었으며, 초창기에는 매주 화요일 저녁 7시 20분에 방송되었다. 첫 방송과 동시에 MVP 제도를 시행하였다. 1999년 11월 2일, 순위제가 전면적으로 부활하였다.

### 2000년대
2000년 10월 12일 3주 연속 골든컵 제도의 시행과 함께 방송 시간이 매주 목요일 저녁 6시 50분으로 변경되었다. 2001년 8월 9일 순위제에 대한 논란이 제기되면서 리퀘스트 형식으로 전환되었고, 순위제는 전면적으로 중지되었다. 같은 해 가을 개편을 통해 방송 시간은 매주 목요일 밤 8시 20분으로 조정되었다. 2005년 5월 8일부터 2007년 8월 26일까지는 KBS의 봄 개편에 따라 생방송에서 녹화방송으로 전환되었으며, 방송 시간은 매주 일요일 낮 1시로 변경되었다.
2007년 9월 7일 방송 시간은 매주 금요일 저녁 6시 40분으로 다시 조정되었으며, 생방송으로 전환되었다. 이와 함께 부문별 차트쇼 형식이 도입되었고, 이는 2001년 이후 6년 만에 순위제 부활의 서막이 되었다. 또한, 이 시기에 K-Chart 순위제가 처음 도입되었고, HD 방송으로 전환되었다. 2008년 2월 15일, K-Chart를 통해 순위제가 완전 부활하였다. 2010년 7월 23일, 선정성 관련 시청자 의견을 반영하여 시청 등급이 기존의 12세 이상 시청가에서 15세 이상 시청가로 상향 조정되었다.

### 2010년대
2010년 8월 27일(569회) KBS 월드를 통해 약 54개국에 생방송으로 송출되기 시작하였다. 2011년 7월 1일(610회), 아시아, 태평양, 아메리카, 유럽 등 전 세계 72개국과 함께 생방송으로 진행되었다. 2012년 1월 13일(636회), 73개국과의 생방송이 이루어졌으며, 2013년 1월 4일(682회)에는 87개국, 같은 해 3월 15일(692회)에는 88개국, 2014년 1월 3일(726회)에는 114개국, 2015년 11월 27일(812회)에는 119개국으로 확대되었다.
2016년 2월 26일(825회) 음원사이트 genie의 가상광고가 도입되었으며, 곡 제목 자막 디자인이 해당 브랜드 스타일로 변경되었다. 2018년 이후로 가사가 삽입된 자막에서 대괄호 안에 가수 이름을 표기하는 형식이 도입되었다.
2019년 5월 24일(981회) 기존 뮤직뱅크 로고(2015년 1월 둘째 주부터 사용)와 곡 제목 자막 디자인(2017년 9월부터 사용)이 개편되었다. 2019년 10월 18일 1000회 특집 방송이 진행되었다.

### 2020년대
2020년 1월 3일(1010회) 음원사이트 Melon의 가상광고가 도입되었으며, 곡 제목 자막이 "음악이 필요한 순간 Melon" 스타일로 변경되었다. 2020년 1월 31일부터 2022년 4월 29일까지는 코로나19 팬데믹의 영향으로 사전녹화 및 무관객 생방송으로 진행되었다.
2022년 5월 27일(1120회) 142개국과 함께 생방송으로 송출되었으며, 같은 해 11월 11일에는 《뮤직뱅크 스페셜》로 방송되었다. 2023년 9월 1일에는 프로그램의 로고와 디자인이 변경되었다.

## 현재 MC
| 대수 | MC                         | MC                   | 임기                               | 방송 회차       |
| 대수 | 남성                       | 여성                 | 임기                               | 방송 회차       |
| ---- | -------------------------- | -------------------- | ---------------------------------- | --------------- |
| 1대  | 류시원                     | 김지호               | 1998년 6월 16일 ~ 9월 29일         | 1회 ~ 16회      |
| 2대  | 류시원                     | 황유선               | 1998년 10월 13일 ~ 1999년 4월 27일 | 17회 ~ 43회     |
| 3대  | 김승현                     | 황유선               | 1999년 5월 4일 ~ 7월 13일          | 44회 ~ 57회     |
| 4대  | 주영훈                     | 황유선               | 1999년 7월 20일 ~ 12월 14일        | 58회 ~ 76회     |
| 5대  | 주영훈                     | 김규리               | 1999년 12월 28일 ~ 2000년 4월 25일 | 77회 ~ 94회     |
| 6대  | 이휘재                     | 송혜교               | 2000년 5월 2일 ~ 10월 3일          | 95회 ~ 115회    |
| 7대  | 이휘재                     | 이나영               | 2000년 10월 12일 ~ 2001년 4월 26일 | 116회 ~ 145회   |
| 8대  | 이휘재                     | 김보경               | 2001년 5월 3일 ~ 9월 27일          | 146회 ~ 165회   |
|      | 이휘재                     | 스페셜 MC            | 2001년 10월 4일                    | 166회           |
| 9대  | 이휘재                     | 김규리               | 2001년 10월 11일 ~ 2002년 4월 18일 | 167회 ~ 175회   |
| 10대 | 이휘재                     | 김민정               | 2002년 4월 25일 ~ 10월 17일        | 176회 ~ 195회   |
|      | 이휘재                     | 스페셜 MC            | 2002년 10월 24일                   | 196회           |
| 11대 | 비                         | 유수영 (S.E.S.)      | 2002년 10월 31일 ~ 2003년 1월 30일 | 197회 ~ 208회   |
| 12대 | 전진 (신화)                | 유수영 (S.E.S.)      | 2003년 2월 6일 ~ 6월 19일          | 209회 ~ 227회   |
| 13대 | 최정원 (UN)                | 박정아 (쥬얼리)      | 2003년 6월 26일 ~ 2004년 6월 11일  | 228회 ~ 277회   |
| 14대 | 지성                       | 박은혜               | 2004년 6월 18일 ~ 10월 1일         | 278회 ~ 288회   |
|      | 스페셜 MC                  | 박은혜               | 2004년 10월 8일 ~ 11월 5일         | 289회 ~ 294회   |
| 15대 | 남궁민                     | 소이현               | 2004년 11월 12일 ~ 2005년 4월 29일 | 296회 ~ 314회   |
| 16대 | 지현우                     | 김보민               | 2005년 5월 8일 ~ 10월 30일         | 315회 ~ 329회   |
| 17대 | 강경준                     | 박경림               | 2005년 11월 6일 ~ 2006년 3월 12일  | 330회 ~ 349회   |
| 18대 | 강경준                     | 장희진               | 2006년 3월 26일 ~ 11월 19일        | 350회 ~ 395회   |
| 19대 | 하하                       | 이소연               | 2006년 11월 26일 ~ 2007년 4월 1일  | 396회 ~ 409회   |
| 20대 | 하하                       | 이현지               | 2007년 4월 8일 ~ 2008년 2월 1일    | 410회 ~ 448회   |
| 21대 | 타블로 (에픽하이)          | 김성은               | 2008년 2월 15일 ~ 5월 16일         | 449회 ~ 462회   |
| 22대 | 타블로 (에픽하이)          | 민서현               | 2008년 5월 23일 ~ 8월 8일          | 463회 ~ 475회   |
| 23대 | 유세윤                     | 서인영 (쥬얼리)      | 2008년 8월 29일 ~ 2009년 1월 9일   | 476회 ~ 493회   |
| 24대 | 유세윤                     | 박은영               | 2009년 1월 16일 ~ 7월 31일         | 494회 ~ 521회   |
| 25대 | 송중기                     | 서효림               | 2009년 8월 7일 ~ 2010년 11월 19일  | 522회 ~ 581회   |
| 26대 | 현우                       | 김민지               | 2010년 12월 3일 ~ 2011년 10월 21일 | 582회 ~ 625회   |
| 27대 | 현우                       | 유이 (애프터스쿨)    | 2011년 10월 28일 ~ 11월 11일       | 626회 ~ 628회   |
| 28대 | 이장우                     | 유이 (애프터스쿨)    | 2012년 1월 6일 ~ 2013년 4월 5일    | 635회 ~ 695회   |
| 29대 | 정진운 (2AM)               | 박세영               | 2013년 4월 12일 ~ 10월 18일        | 696회 ~ 719회   |
| 30대 | 박서준                     | 윤보라 (씨스타)      | 2013년 10월 25일 ~ 2015년 4월 24일 | 720회 ~ 783회   |
| 31대 | 박보검                     | 아이린 (레드벨벳)    | 2015년 5월 1일 ~ 2016년 6월 24일   | 784회 ~ 842회   |
| 32대 | 강민혁 (씨엔블루)          | 솔빈 (라붐)          | 2016년 7월 1일 ~ 11월 4일          | 843회 ~ 860회   |
| 33대 | 이서원                     | 솔빈 (라붐)          | 2016년 11월 11일 ~ 2018년 5월 11일 | 861회 ~ 928회   |
|      | 스페셜 MC                  | 솔빈 (라붐)          | 2018년 5월 18일 ~ 6월 8일          | 929회 ~ 932회   |
| 34대 | 최원명                     | Kei (러블리즈)       | 2018년 6월 15일 ~ 2019년 6월 28일  | 933회 ~ 985회   |
| 35대 | 최보민 (골든차일드)        | 신예은               | 2019년 7월 5일 ~ 2020년 7월 17일   | 986회 ~ 1037회  |
| 36대 | 수빈 (TOMORROW X TOGETHER) | 아린 (오마이걸)      | 2020년 7월 24일 ~ 2021년 10월 1일  | 1038회 ~ 1091회 |
| 37대 | 성훈 (ENHYPEN)             | 장원영 (IVE)         | 2021년 10월 8일 ~ 2022년 9월 2일   | 1092회 ~ 1134회 |
|      | 스페셜 MC                  | 장원영 (IVE)         | 2022년 9월 16일 ~ 2022년 9월 23일  | 1135회 ~ 1136회 |
| 38대 | 이채민                     | 장원영 (IVE)         | 2022년 9월 30일 ~ 2023년 1월 13일  | 1137회 ~ 1147회 |
|      | 이채민                     | 스페셜 MC            | 2023년 1월 20일 ~ 2023년 2월 3일   | 1148회 ~ 1150회 |
| 39대 | 이채민                     | 홍은채 (LE SSERAFIM) | 2023년 2월 10일 ~ 2024년 5월 3일   | 1151회 ~ 1204회 |
|      | 스페셜 MC                  | 홍은채 (LE SSERAFIM) | 2024년 5월 10일 ~ 2024년 5월 24일  | 1205회 ~ 1207회 |
| 40대 | 문상민                     | 홍은채 (LE SSERAFIM) | 2024년 5월 31일 ~ 2024년 9월 27일  | 1208회 ~ 1223회 |
| 41대 | 문상민                     | 민주 (ILLIT)         | 2024년 10월 4일 ~ 현재             | 1224회 ~ 현재   |

### 스페셜 MC
| 진행자                                   | 방송 일자                          | 방송 회차     | 비고                                               |
| ---------------------------------------- | ---------------------------------- | ------------- | -------------------------------------------------- |
| 황유선                                   | 1998년 8월 25일                    | 11회          |                                                    |
| 엄정화                                   | 1999년 7월 13일                    | 54회          |                                                    |
| 간미연, 이효리                           | 1999년 7월 20일                    | 55회          |                                                    |
| 류시원                                   | 1999년 9월 14일                    | 63회          |                                                    |
| 컨츄리꼬꼬                               | 1999년 9월 21일                    | 64회          |                                                    |
| 이정현                                   | 1999년 12월 21일                   | 77회          |                                                    |
| 유재석                                   | 2000년 6월 20일                    | 99회          |                                                    |
| 남희석                                   | 2001년 5월 10일                    | 145회         |                                                    |
| 임창정, 유승준                           | 2001년 10월 4일                    | 166회         |                                                    |
| 박정아                                   | 2002년 10월 24일, 2003년 6월 5일   | 196회, 228회  |                                                    |
| 안재모                                   | 2003년 2월 20일                    | 213회         |                                                    |
| 차태현                                   | 2003년 5월 22일                    | 226회         |                                                    |
| 장나라                                   | 2003년 12월 12일                   | 250회         |                                                    |
| 비                                       | 2004년 1월 2일, 2004년 11월 5일    | 253회, 291회  |                                                    |
| 강성훈 (젝스키스)                        | 2004년 1월 9일 ~ 2004년 3월 26일   | 254회 ~ 263회 |                                                    |
| 성시경                                   | 2004년 10월 8일                    | 288회         |                                                    |
| MC몽                                     | 2004년 10월 15일                   | 289회         |                                                    |
| 전진 (신화)                              | 2004년 10월 22일                   | 290회         |                                                    |
| 박정아, 최정원                           | 2005년 1월 14일                    | 300회         |                                                    |
| 붐                                       | 2009년 5월 22일                    | 512회         |                                                    |
| 환희 (플라이 투 더 스카이)               | 2009년 12월 4일                    | 537회         |                                                    |
| 팀                                       | 2011년 11월 18일 ~ 2011년 12월 2일 | 629회 ~ 631회 |                                                    |
| 나나 (애프터스쿨)                        | 2012년 2월 10일                    | 640회         |                                                    |
| 효린 (씨스타), 현아 (포미닛)             | 2012년 4월 27일                    | 650회         |                                                    |
| 수지                                     | 2012년 11월 9일                    | 676회         |                                                    |
| 강민경 (다비치)                          | 2013년 4월 5일                     | 695회         |                                                    |
| 임슬옹 (2AM)                             | 2013년 10월 11일                   | 718회         |                                                    |
| 조권 (2AM)                               | 2013년 9월 6일, 2013년 10월 18일   | 715회, 719회  |                                                    |
| 민아 (걸스데이)                          | 2014년 8월 8일                     | 750회         |                                                    |
| 강민혁 (씨엔블루)                        | 2015년 1월 23일                    | 771회         |                                                    |
| 은혁 (슈퍼주니어)                        | 2015년 3월 20일 ~ 2015년 3월 27일  | 778회 ~ 779회 |                                                    |
| 이특 (슈퍼주니어)                        | 2015년 4월 17일                    | 782회         |                                                    |
| 힘찬(B.A.P), 뷔 (방탄소년단)             | 2015년 12월 4일                    | 814회         | with 박보검                                        |
| 신혜성 (신화)                            | 2016년 1월 29일                    | 821회         | with 아이린                                        |
| 마크 (NCT)                               | 2017년 3월 3일                     | 875회         | with 솔빈                                          |
| 정채연 (다이아)                          | 2017년 10월 27일                   | 904회         | with 이서원                                        |
| 사나, 정연 (트와이스)                    | 2017년 11월 24일                   | 908회         | with 이서원                                        |
| 엔 (빅스)                                | 2018년 5월 18일                    | 929회         | 공식 MC 이서원의 하차로 인해 스페셜 MC with 솔빈   |
| 손동운 (하이라이트)                      | 2018년 5월 25일                    | 930회         | 공식 MC 이서원의 하차로 인해 스페셜 MC with 솔빈   |
| 태민 (샤이니)                            | 2018년 6월 1일                     | 931회         | 공식 MC 이서원의 하차로 인해 스페셜 MC with 솔빈   |
| 진 (방탄소년단)                          | 2018년 6월 8일                     | 932회         | 공식 MC 이서원의 하차로 인해 스페셜 MC with 솔빈   |
| 박경림, 김종민 (코요태)                  | 2018년 6월 29일                    | 935회         | 20주년 특집 및 상반기 결산 방송 스페셜 MC          |
| 보나 (우주소녀)                          | 2018년 10월 5일                    | 949회         | with 최원명                                        |
| 설아 (우주소녀)                          | 2019년 2월 1일                     | 965회         | with 최원명                                        |
| 장원영, 김민주, 미야와키 사쿠라 (IZ*ONE) | 2019년 4월 12일                    | 975회         |                                                    |
| 인성 (SF9)                               | 2020년 1월 31일                    | 1013회        | with 최보민                                        |
| 다현 (트와이스)                          | 2020년 6월 12일                    | 1032회        | with 최보민                                        |
| 휴닝카이 (투모로우바이투게더)            | 2021년 11월 19일                   | 1098회        | with 원영                                          |
| 정원 (ENHYPEN)                           | 2022년 2월 4일                     | 1106회        | with 원영                                          |
| 박지후                                   | 2022년 8월 5일                     | 1130회        | with 성훈                                          |
| 주연 (더보이즈)                          | 2022년 9월 16일                    | 1135회        | 공식 MC 성훈의 하차로 인해 스페셜 MC with 원영     |
| 이영지                                   | 2022년 9월 23일                    | 1136회        | 공식 MC 성훈의 하차로 인해 스페셜 MC with 원영     |
| 슬기 (레드벨벳)                          | 2022년 10월 14일                   | 1139회        | with 이채민                                        |
| 유나 (ITZY)                              | 2022년 12월 2일                    | 1144회        | with 이채민                                        |
| 오해원 (NMIXX)                           | 2023년 1월 6일                     | 1146회        | with 이채민                                        |
| 민지 (NewJeans)                          | 2023년 1월 20일, 1월 27일          | 1148, 1149회  | 공식 MC 장원영의 하차로 인해 스페셜 MC with 이채민 |
| 미미 (오마이걸)                          | 2023년 2월 3일                     | 1150회        | 공식 MC 장원영의 하차로 인해 스페셜 MC with 이채민 |
| 다현 (트와이스)                          | 2023년 3월 24일                    | 1156회        | with 이채민                                        |
| 하니 (NewJeans)                          | 2023년 8월 25일                    | 1177회        | with 이채민                                        |
| 아린 (오마이걸)                          | 2023년 9월 1일                     | 1178회        | with 이채민                                        |
| 김세정                                   | 2023년 9월 8일                     | 1179회        | with 이채민                                        |
| 수빈 (투모로우바이투게더)                | 2023년 10월 27일                   | 1183회        | with 이채민                                        |
| 엄지 (VIVIZ)                             | 2023년 11월 3일                    | 1184회        | with 이채민                                        |
| 권은비                                   | 2024년 1월 5일                     | 1189회        | with 이채민                                        |
| 혜인 (NewJeans)                          | 2024년 1월 19일                    | 1191회        | with 이채민                                        |
| 허윤진 (LE SSERAFIM)                     | 2024년 2월 2일                     | 1193회        | with 이채민                                        |
| 윤아 (ILLIT)                             | 2024년 4월 5일                     | 1201회        | with 이채민                                        |
| 민주 (ILLIT)                             | 2024년 4월 12일                    | 1202회        | with 이채민                                        |
| 현재 (더보이즈)                          | 2024년 5월 10일                    | 1205회        | 공식 MC 이채민의 하차로 인해 스페셜 MC with 홍은채 |
| 김태래 (제로베이스원)                    | 2024년 5월 17일                    | 1206회        | 공식 MC 이채민의 하차로 인해 스페셜 MC with 홍은채 |
| 장하오 (제로베이스원), 조 (DXMON)        | 2024년 5월 24일                    | 1207회        | 공식 MC 이채민의 하차로 인해 스페셜 MC with 홍은채 |
| TWS (신유, 영재)                         | 2024년 6월 28일                    | 1212회        | with 홍은채                                        |
| 제로베이스원 (장하오, 김태래)            | 2024년 9월 6일                     | 1220회        | with 홍은채                                        |
| 재민 (NCT DREAM), 윤호 (에이티즈)        | 2024년 11월 22일                   | 1230회        | with 문상민                                        |
| 해원 (NMIXX)                             | 2025년 3월 7일                     | 1240회        | with 문상민                                        |
| NouerA (현준, 준표)                      | 2025년 4월 4일                     | 1243회        | with 민주                                          |
| 신유 (TWS)                               | 2025년 5월 16일                    | 1249회        | with 민주                                          |
| 유나 (ITZY)                              | 2025년 6월 13일                    | 1252회        | with 민주                                          |
| 원희 (아일릿)                            | 2025년 7월 11일                    | 1256회        | with 민주                                          |
| 투모로우바이투게더 (수빈, 휴닝카이)      | 2025년 8월 1일                     | 1259회        | with 민주                                          |

## 뮤직뱅크 K-Chart
뮤직뱅크 K-Chart(케이 차트)는 2007년 9월 7일부터 시행되고 있는 주 단위 순위제다. 순위를 결정하는 방법은 몇 차례 변경되었으며, 현재는 디지털 음원(60%) + 방송 횟수(20%) + K-POP 팬 투표(10%) + 음반 판매(5%) + 소셜 미디어(5%)의 점수를 합산하여 1위~50위까지의 순위를 결정하고 있다.
- 디지털 음원 점수 : 유선 음악 서비스와 모바일 음악 서비스 점수를 합산해 점수를 집계한다. 유선 음악 서비스는 국내 5대 온라인 음원사(멜론, 지니뮤직, 벅스, FLO, 네이버뮤직)의 데이터 1위~100위까지를 조사, 6개 회사별로 곡별 점유율을 내며, 모바일 음악 서비스는 국내 2대 모바일 서비스 사(SKT, KT, LG U+)의 벨소리 + 휴대폰 통화 연결음 다운로드 건수를 1위~100위까지 조사, 합산하여 곡별 점유율을 낸 후 점수화한다.
- 방송 횟수 점수 : KBS TV + 라디오 + 디지털을 포함해 방송 횟수를 합산해 점수화한다.
- K-POP 팬 투표 점수 (뮤빗 어플) : 한국방송 리서치 소속 성별, 연령별, 지역별 인구센서스 비에 따라 구성된 패널을 대상으로, 국내 6개 온라인 음원 서비스사(올레뮤직, 멜론, 벅스, 엠넷, FLO, 지니뮤직)의 주간 순위 100위 안의 곡 중 '가장 좋아하는 노래’ 3곡씩을 매주 응답받아 곡별 점유율을 낸 후 점수화한다.
- 음반 판매 점수 : 써클차트에서 음반 판매량 자료를 바탕으로 음반 점수를 1위~100위 곡별 점유율을 낸 후 점수화한다.
- 소셜 미디어 점수 : 써클차트의 소셜 차트 2.0% 유튜브와 틱톡으로 지수의 점수로 활용하여 산정한다.

MVP 수상자
- 시행기간 : 1998년 6월 16일 (1회) ~ 1999년 10월 26일 (69회)

1위 수상자
- 시행기간 : 1999년 11월 2일 (70회) ~ 2001년 8월 9일 (162회)

K-Chart 1위 수상자
- 시행기간 : 2007년 9월 7일 (429회) ~ 현재

## K-Chart 연말 결산 통합 1위 MVP (KBS 가요대상) 수상자 (폐지)
- 2007년 12월 28일 - 원더걸스 Tell Me
- 2008년 12월 26일 - 동방신기 주문-MIROTIC
- 2009년 12월 25일 - 소녀시대 Gee
- 2010년 12월 17일 - 소녀시대 Oh!

## 방송 사고
- 1998년 7월 7일 : 쿨의 무대 초반에 멤버 이재훈이 무대 앞으로 나오다가 발을 헛디뎌 넘어질 뻔한 일이 있었다.
- 1999년 3월 16일 : S.E.S.의 앵콜 무대 순서에서 MR 초반 부분이 반복 재생되는 방송 사고가 일어났다.[1]
- 2001년 12월 27일 : 신년특집 방송분에서 이정현의 미쳐 공연 마지막에 캠코더가 그녀의 턱을 쳤다. 무난히 넘어갔으나 그녀의 팬들이 거세게 항의를 했다.
- 2004년 11월 26일 : 바다의 무대에서 인이어가 작동하지 않는 방송 사고가 있었다. 그 밖에 잦은 사고로 인해 이를 계기로 생방송에서 잠시 녹화방송으로 바꾸는 계기가 되었다.
- 2005년 7월 10일 SS501 박정민이 안무 도중 마이크를 떨어뜨렸다.
- 2008년 5월 2일(462회) : 뮤직뱅크 제작진의 실수로 당시 1위 후보였던 에픽하이와 MC몽의 사진이 뒤바뀐 사고가 일어났다.
- 2008년 12월 5일(489회) : 카라의 멤버 구하라가 니콜의 발을 밟아 '아 ~ '라고 비명을 지르는 방송 사고가 일어났다. 이 일로 구하라는 1시간 동안 화장실에서 오열했다고 한다.
- 2009년 2월 27일(500회) : 500회 특집 방송분에서 브랜뉴데이의 멤버 채린의 의상이 흘러내려가 57초간 방송을 탔다. 이 사고로 KBS는 해당 무대의 다시보기를 삭제했다.
- 2009년 6월 26일(517회) : 상반기 결산 방송이 끝나고 퇴장하던 중 샤이니의 멤버 온유가 넘어진 거대한 조명탑이 기울어지며 놀라 실신하는 사고가 있었으며 일부의 가수들이 조명탑을 세우다가 부상을 입어 병원에 다녀온 적이 있었다. 리한나가〈Umbrella〉를 부르다가 퍼포먼스로 비오는 효과를 주기위해 물을 많이 뿌렸는데 무대가 끝나고 바닥의 물기를 제대로 안닦아서 이후 샤이니의 멤버 온유가 넘어지고 슈퍼주니어의 멤버 성민이 넘어져 무릎이 다쳐 봉합수술을 하는 등 다른 가수들이 피해를 입었지만 생명에는 지장이 없었다.
- 2009년 8월 7일(523회) : 새 진행자 서효림과 송중기가 생방송으로 객석에서 다음 출연자인 브라운 아이드 걸스를 소개하던 도중에 뒷 좌석에 앉아있던 한 관객이 '이명박 OUT'이라는 팻말을 든 모습이 노출돼 4초간 전파를 탔다. 이 사고를 계기로 객석에서 진행하지 않고 무대에서만 진행하도록 했다. 또 카메라감독들에게 방청객 촬영 금지 조치를 내려 논란이 일었다.
- 2010년 2월 19일(548회) : 소녀시대의 멤버 서현은 자신의 파트를 부르고 자리로 이동하던 중 발목이 삐끗해 넘어질 뻔한 아찔한 순간에 '꺄~'라고 비명을 지르는 방송 사고가 일어났다. 또 가비엔제이의 멤버인 희영은 '해바라기' 후렴부분 가사를 잊어버려 주춤하는 모습을 보여 방송 사고가 일어났다.
- 2010년 3월 19일(551회) : 당시 1위 후보는 카라의 <루팡>, 티아라의 <너 때문에 미쳐>, 에픽하이의 <런>이었는데, 이 때 사고가 터졌다. 원래 점수대로라면 1위는 카라였지만 자막에는 <루팡>과 <너 때문에 미쳐>의 점수가 뒤바뀌어 나왔고, 티아라 멤버 효민이 엄청 좋아라 했는데, MC들은 카라가 1위라고 정정해줘야 했다.
- 2010년 9월 10일(572회) : 인디밴드 갤럭시 익스프레스가 출연해서 인디밴드 팬들의 큰 관심을 받고 있었을 때, MC 서효림이 이들을 소개할 때 갤럭시 S라고 소개해 버리는 실수를 저질렀다. 그 직후 송중기가 급하게 정정했지만 생방송이라서 한동안 이쪽 계열에선 꽤나 유명한 해프닝으로 남았다. 그러나 다행히 PD와 네티즌들이 라이브 무대에 대해 긍정적인 반응을 보였기 때문에 좋은 효과로 남은 듯 하다.
- 2011년 2월 25일(592회) : 보이 그룹 DMTN 무대 중 한 멤버가 다른 주먹으로 다른 멤버에게 맞아 잇몸에 피가 나는 장면이 포착되었다. 원래는 맞은 척 하거나 약하게 맞는 안무였는데 이 사건은 해외 토픽으로 외국 뉴스에서도 소개됐다.
- 2011년 4월 22일(600회) : 600회 특집에서 휘성의 가슴 시린 이야기 무대에서 김태우가 랩 가사를 틀려서 휘성이 큰 웃음이 터지는 방송 사고가 발생했다.
- 2011년 6월 17일(608회) : 허영생이 노래를 부르다가 마이크에 잡음이 섞이며 마이크가 작동하지 않는 방송 사고를 당했다.
- 2012년 3월 2일(643회) : 브레이브걸스가 무대 위에서 근접 촬영을 하는 카메라맨의 모습이 잡혔으며, 멤버 서아가 넘어지는 사고를 당했다.
- 2013년 9월 27일(716회) : 방탄소년단이 트레일러 퍼포먼스를 하다 무리하게 상의를 찢는 바람에 멤버 RM(당시 랩몬스터)의 가슴이 노출되는 사고를 일으켰다.

그리고 다른맴버 지민은 한곳만 노출되었다. 다행히도 보이 그룹이라 수위에 큰 문제는 없었다.
- 2014년 2월 28일(735회) : 걸그룹 원피스의 데뷔 무대에서 '감사합니다'가 여러 차례 울려퍼지는 사고가 일어났다.
- 2015년 7월 24일(796회) : 뮤직뱅크 MC였던 아이린이 진행 도중 대본 실수를 하는 일이 벌어졌다.
- 2016년 5월 27일(838회) : 1위가 방송 3일 뒤에 정정되는 일이 일어났다. 음반 점수 집계 오류로 인해 1위가 AOA에서 TWICE로 바뀐 것. 이는 뮤직뱅크 사상 초유의 사태로, 제작진이 정정 및 사과문을 공지사항에 올렸다.
- 2016년 6월 3일(839회) : 러블리즈의 멤버 이미주가 생방송으로 무대를 하던 중 발목을 5번이나 접지르는 사고가 발생했다. 다행히 큰 방송 사고는 일어나지 않았으나, 이후 깁스 판정을 받았다.
- 2016년 11월 25일(863회) : ASTRO의 무대 중 실수로 바닥 장면이 2초 간 노출되었다.
- 2017년 2월 24일(874회) : 레드벨벳의 Rookie 생방송 무대 도중 슬기의 헤드셋 마이크에 문제가 생기면서 급히 핸드 마이크로 교체하는 해프닝이 일어났다
- 2017년 12월 15일 (911회) : 김동현의 Panorama 무대 하는 중에 바지가 내려가는 사고가 일어났다
- 2018년 4월 6일(923회) : 오마이걸 반하나의 바나나 알러지 원숭이무대에서 미미가 승희에게 바나나 인형을 건내주어야 하는데 그걸 바닥에 떨어뜨렸다. 사실 원래 안무도 승희가 바닥에 떨어뜨리는 안무이기 때문에 자연스레 넘어갔다.
- 2018년 4월 20일(925회) : 오마이걸 반하나의 바나나 알러지 원숭이 무대에서 효정의 마이크 연결부가 옷에서 떨어지는 사고가 일어났다.
- 2018년 6월 29일(935회) : 20주년 특집 상반기 결산 편에서 여자친구 밤 무대 엔딩에 트와이스 What is Love?라는 자막이 떴다. 그리고 모모랜드의 영문 표시가 잘못됐다.
- 2018년 11월 2일(953회) : IZ*ONE O' MY! 무대중 조유리를 안유진으로, 강혜원을 최혜원으로, 야부키 나코를 아부키 나코로, 혼다 히토미를 성을 제외한 히토미라고 송출 되었다. 이 무대가 이제껏 진행된 무대 중 가장 오타가 많은 무대이다.
- 2019년 3월 29일(973회) : TXT의 '어느날 머리에서 뿔이 자랐다 (CROWN)' 무대에서 MR이 1초가량 꺼졌다 켜졌고 속도가 살짝 빨라졌다 돌아오는 음향사고가 발생했다.
- 2019년 10월 4일(998회) : 뮤직뱅크 in 강릉 방송에서 그날의 너를 추다가 이정우가 미끄러지는 사고가 발생했다.
- 2019년 12월 20일(1009회) : 러블리즈 종소리 무대 중 3초가량 송출 오류가 발생하였다.
- 2020년 7월 24일(1038회) : 1위 발표를 하는 장면에서 오류가 났다.
- 2022년 11월 12일(뮤직뱅크 월드투어‘뮤직뱅크 in 칠레’) : 여자 아이들의 공연 중 폭우와 우박이 내려 여자 아이들의 멤버 우기와 소연이 공연 중 미끄러지는 사고가 발생하고 기상 악화로 인해 공연 중단 결정을 내렸다.

## 편성 변경 및 연기

### 편성 변경
- 2013년
  - 12월 20일: 연말 결산으로 인해 저녁 6시에 방송.
- 2014년
  - 6월 13일: 2014 브라질 월드컵 특집으로 인해 저녁 6시에 방송.
  - 12월 19일: 연말 결산으로 인해 저녁 6시에 방송.
- 2015년
  - 6월 26일: 상반기 결산으로 인해 저녁 6시 15분에 방송.
  - 7월 3일: 2015 광주 하계 유니버시아드 개막식 중계방송으로 인해 저녁 6시에 방송.
  - 7월 17일: 2015 K리그 올스타전 중계방송으로 인해 저녁 6시에 방송.
  - 11월 20일: 제52회 대종상 영화제 편성으로 인해 저녁 6시에 방송.
  - 12월 25일: 연말 결산으로 인해 저녁 6시 15분에 방송.
- 2016년
  - 4월 1일: KBS 스포츠 2016년 KBO 리그 개막전 《두산 베어스 VS 삼성 라이온즈》 중계방송으로 인해 방송 시간이 20분 늦게 방송.
  - 9월 23일: KBS 스포츠 2016년 KBO 리그 《KIA 타이거즈 VS NC 다이노스》 중계방송으로 인해 방송 시간이 10분 단축.
  - 9월 30일: 'KOREA Sale FESTA 2016 쇼핑관광축제 개막공연' 특집으로 인해 저녁 6시에 방송.
  - 11월 18일: '희망 경주, 함께 하는 대한민국' 특집으로 인해 방송 시간이 10분 추가 연장.
- 2017년
  - 2월 24일: 2017 삿포로 동계 아시안 게임 중계방송으로 인해 오후 5시 20분에 방송.
  - 3월 3일: KBS 공사창립 44년 대한민국 방송 90년 기념 특별 기획 편성으로 인해 오후 5시 20분에 방송.
  - 3월 17일: 3월 10일 녹화분으로 대체.
  - 6월 30일: 상반기 결산으로 인해 오후 5시에 방송.
  - 10월 13일: KBS 스포츠 2017년 KBO 리그 준플레이오프 4차전 《롯데 자이언츠 VS NC 다이노스》 중계방송으로 인해 오후 4시 50분에 방송.
  - 10월 20일: KBS 스포츠 2017년 KBO 리그 플레이오프 3차전 《두산 베어스 VS NC 다이노스》 중계방송으로 인해 오후 4시 50분에 방송.
- 2018년
  - 2월 23일: 2018 평창 동계 올림픽 중계방송으로 인해 오후 4시 30분에 방송.
  - 6월 15일 ~ 2018년 6월 22일: 2018 러시아 월드컵 중계방송으로 인해 오후 4시 50분에 방송.
  - 6월 29일: 20주년 특집 2018 상반기 결산으로 인해 방송 시간이 10분 추가 연장.
  - 12월 21일: 2018 뮤직뱅크 연말 결산 특집으로 인해 오후 4시 50분에 방송.
- 2019년
  - 6월 7일: 5월 31일 녹화방송으로 대체.
  - 6월 28일: 2019 상반기 결산 특집으로 인해 오후 4시 45분에 방송.
  - 9월 13일: 9월 6일 녹화방송으로 대체.
  - 12월 20일: 2019 뮤직뱅크 연말 결산 특집으로 인해 오후 4시 50분에 방송.
- 2020년
  - 6월 26일: 2020 상반기 결산 특집으로 인해 오후 4시 50분에 방송.
  - 7월 31일: KBS 스포츠 2020 신한은행 SOL KBO리그 《KIA 타이거즈 VS 롯데 자이언츠》 중계방송으로 인해 오후 4시 50분에 방송.
  - 8월 14일: 뮤직뱅크 지난주 1040회 녹화분으로 대체.
  - 11월 20일: KBS 스포츠 2020년 한국시리즈 3차전 《NC 다이노스 VS 두산 베어스》 중계방송으로 인해 오후 4시 40분에 방송.
- 2021년
  - 6월 25일: 2021 상반기 결산 특집으로 인해 오후 4시 50분에 방송.
- 2022년
  - 6월 24일: 상반기 결산으로 인해 저녁 6시 10분에 방송.
  - 11월 11일: 스페셜 방송으로 인해 '2022년 YouTube 조회수 TOP 30 무대 모음집'으로 대체.
- 2023년
  - 6월 30일: 상반기 결산으로 인해 오후 5시에 방송.
- 2024년
  - 6월 28일: 상반기 결산으로 인해 오후 5시 5분에 방송.
- 2025년
  - 4월 4일: 3월 28일 녹화방송으로 대체.

### 편성 연기
- 1998년
  - 10월 6일: 추석특집 <올스타 가요제> 편성으로  대체.
  - 10월 27일: KBS 스포츠 1998년 한국시리즈 4차전 《키움 히어로즈 VS LG 트윈스》 중계방송으로 인한 편성일 연기.
- 2000년
  - 3월 28일: 프로농구 챔피언 결정 3차전 《SK VS 모비스》 중계방송으로 인한 편성일 연기.
- 2002년
  - 5월 30일: 2002 한일 FIFA 월드컵 공식 전야제 중계방송으로 인한 방송 중단.
  - 6월 6일 ~ 6월 13일: 2002 한일 FIFA 월드컵 중계방송으로 인한 방송 중단.
  - 8월 15일: PUMA 2002 《2002 K리그 올스타전》 중계방송으로 인한 편성일 연기.
- 2003년
  - 7월 17일: KBS 스포츠 삼성증권배 2003 《프로야구 올스타전》 중계방송으로 인한 편성일 연기.
  - 9월 11일: 추석특집 편성으로 대체.
  - 11월 7일: 아시아 야구 선수권대회 《대한민국 VS 중국》 중계방송으로 인한 편성일 연기.
- 2004년
  - 1월 16일: 아시아 여자농구 선수권대회 《대한민국 VS 중국》 중계방송으로 인한 편성일 연기.
  - 3월 5일: 한국방송공사 창립 31주년 기념 서태지 컴백 스페셜 <교감 서태지> 편성으로 인한 편성일 연기.
  - 4월 2일: 2004 프로 농구 챔피언결정전 3차전 《부산 KCC VS 원주 DB》 중계방송으로 인한 편성일 연기.
  - 5월 14일: 2004 아테네 올림픽 여자배구 최종예선 《대한민국 VS 일본》 중계방송으로 인한 편성일 연기.
  - 8월 20일 ~ 8월 27일: 2004 아테네 올림픽 중계방송으로 인한 방송 중단.
  - 10월 29일: KBS 스포츠 2004년 한국시리즈 7차전 《삼성 라이온즈 VS 키움 히어로즈》 중계방송으로 인한 편성일 연기.
  - 12월 31일: 2004 KBS 연기대상 편성으로 인한 방송 취소.
- 2005년
  - 4월 8일: KBS 스포츠 2005 시즌 KBO 리그 《키움 히어로즈 VS 삼성 라이온즈》 중계방송으로 인한 편성일 연기.
- 2006년
  - 1월 29일: 축구 국가대표 친선경기 《대한민국 VS 크로아티아》 중계방송으로 인한 편성일 연기.
  - 3월 19일: 2006년 월드 베이스볼 클래식 준결승전 《대한민국 VS 일본》 중계방송으로 인한 편성일 연기.
  - 10월 8일: 추석특집 편성으 대체.
- 2007년
  - 2월 18일: 설특집 편성으로 대체.
  - 10월 26일: KBS 스포츠 2007년 한국시리즈 4차전 《SSG 랜더스 VS 두산 베어스》 중계방송으로 인한 편성일 연기.
- 2008년
  - 2월 8일: 설특집 《못말리는 토크박스》 편성으로 대체.
  - 8월 15일 ~ 8월 22일: 2008 베이징 올림픽 중계방송으로 인한 방송 중단.
  - 9월 19일: U-20 축구 《대한민국 VS 아르헨티나》 경기 중계방송으로 인한 편성일 연기.
  - 10월 31일: KBS 스포츠 2008년 한국시리즈 5차전 《SSG 랜더스 VS 두산 베어스》 중계방송으로 인한 편성일 연기.
- 2009년
  - 5월 29일: 故 노무현 前 대통령 서거로 인해 국민장으로 인한 편성일 연기.
  - 8월 21일: 故 김대중 前 대통령 서거로 인해 국장을 애도하는 의미로 인한 편성일 연기.
  - 10월 2일: 추석특집 《쉘 위 댄스》 편성으로 인한 편성일 연기.
  - 10월 23일: KBS 스포츠 2009년 한국시리즈 6차전 《SSG 랜더스 VS KIA 타이거즈》 중계방송으로 인한 편성일 연기.
- 2010년
  - 4월 2일 ~ 4월 23일: 천안함 침몰 사건 여파로 인한 편성일 연기.
  - 10월 15일: KBS 스포츠 2010년 한국시리즈 1차전 《삼성 라이온즈 VS SSG 랜더스》 중계방송으로 인한 편성일 연기.
  - 12월 31일: 2010 KBS 연기대상 편성으로 인한 편성일 연기.
- 2011년
  - 7월 22일: 뮤직뱅크 월드 투어 IN 도쿄 K-POP 페스티벌 편성으로 대체.
  - 12월 30일: 2011 KBS 가요대축제 편성으로 인한 방송 취소.
- 2012년
  - 8월 3일: 2012 런던 올림픽 중계방송으로 인한 방송 중단.
  - 12월 14일: 뮤직뱅크 월드투어 스페셜 편성으로 대체.
  - 12월 28일: 2012 KBS 가요대축제 편성으로 인한 방송 취소.
- 2013년
  - 6월 21일: 2013 K리그 올스타전 중계방송으로 인한 편성일 연기.
  - 9월 13일: 뮤직뱅크 월드 투어 터키 이스탄불 편성으로 대체.
  - 9월 20일: 추석특집 《리얼 스포츠 투혼》 편성으로 대체.
  - 11월 1일: KBS 스포츠 2013년 한국시리즈 7차전 《두산 베어스 VS 삼성 라이온즈》 중계방송으로 인한 편성일 연기.
  - 12월 27일: 《2013 KBS 가요대축제》 편성으로 인한 방송 취소.
- 2014년
  - 1월 31일: 설특집 《밥상의 신》 편성으로 대체.
  - 4월 18일 ~ 5월 16일: 세월호 침몰 사고 여파로 인한 방송 중단.
  - 5월 23일 ~ 6월 6일: 파업으로 인한 방송 중단.
  - 9월 5일: KBS 스포츠 2014년 한국프로야구 《두산 베어스 VS LG 트윈스》 전 중계방송으로 인한 편성일 연기.
  - 9월 19일: 2014 인천 아시안 게임 개막식 중계방송으로 인한 방송 취소.
  - 12월 26일: 2014 KBS 가요대축제 편성으로 인한 방송 취소.
- 2015년
  - 2월 20일: 설특집 왕좌의 게임 편성으로 대체.
  - 9월 25일: 추석특집 《한식, 세계를 품다》 편성으로 대체.
- 2016년
  - 1월 1일: 2015 KBS 가요대축제 재방송으로 대체.
  - 9월 16일: 추석특집 노래싸움 - 승부 파일럿 편성으로 대체.
  - 12월 30일: 2016 KBS 가요대축제 편성으로 인한 방송 취소.
- 2017년
  - 1월 27일: 설특집 <걸그룹 대첩 - 가문의 영광> 편성으로 대체.
  - 3월 10일: 박근혜 대통령 탄핵 심판으로 인한 긴급 방송 취소.
  - 5월 5일: KBS 스포츠 2017년 KBO 리그 《LG 트윈스 VS 두산 베어스》 중계방송으로 인한 편성일 연기.
  - 8월 11일: 여름방학 특선만화 터닝메카드W 극장판 - 블랙미러의 부활로 대체.
  - 8월 18일: 여름방학 특선만화로 대체.
  - 10월 6일: 추석특집 살림하는 남자들로 대체.
  - 12월 29일: 2017 KBS 가요대축제 편성으로 인한 방송 취소.
- 2018년
  - 2월 9일 ~ 2월 16일: 2018 평창 동계 올림픽 중계방송으로 인한 방송 중단.
  - 3월 16일: 2018 평창 동계 패럴림픽 휠체어 컬링 준결승전 중계방송으로 인한 편성일 연기.
  - 12월 28일: 2018 KBS 가요대축제 편성으로 인한 방송 취소.
- 2019년
  - 5월 31일: 허블레아니호 침몰 사고 여파로 인한 편성일 긴급 연기.
  - 9월 6일: 조국 법무부 장관 후보자 인사 청문회 편성으로 인한 편성일 긴급 연기.
  - 12월 27일: 2019 KBS 가요대축제 편성으로 인한 방송 취소.
- 2020년
  - 1월 24일: 설특집 《음치는 없다 <엑시트>》로 대체.
  - 8월 7일: 집중호우 관련 KBS 뉴스특보 편성으로 인해 개는 훌륭하다 재방송으로 대체.
  - 10월 2일: 추석 연휴를 맞아 개는 훌륭하다 재방송으로 대체.
  - 12월 18일: 《2020 KBS 가요대축제》 편성으로 인한 방송 취소.
  - 12월 25일: 트롯전국체전 몰아보기 편성으로 대체.
- 2021년
  - 1월 1일: 《1박 2일》 재방송으로 대체.
  - 2월 12일: 설날특집 《류수영의 동물티비》 편성으로 인한 편성일 연기.
  - 5월 21일: 뮤직뱅크 제작진 코로나19 양성 판정으로 인한 긴급 방송 취소.
  - 7월 30일 ~ 8월 6일: 2020 도쿄 올림픽 중계방송으로 인한 방송 중단.
  - 12월 17일: 《2021 KBS 가요대축제》 편성으로 인한 방송 취소.
  - 12월 24일: 《뮤직뱅크》 스페셜 방송으로 대체.
  - 12월 31일: 유희열의 스케치북 <메이드 인 유스케> 스페셜 편성, 2021 KBS 연기대상으로 대체.
- 2022년
  - 2월 11일 ~ 2월 18일: 2022 베이징 동계 올림픽 중계방송으로 인한 방송 중단.
  - 9월 9일: 추석 연휴를 맞아 2TV 생생정보 편성으로 대체.
  - 11월 4일: 이태원 압사 참사의 여파로 인한 긴급 취소.
  - 12월 16일: 2022 KBS 가요대축제 편성으로 인한 편성일 연기.
  - 12월 23일 ~ 12월 30일: 세컨 하우스 편성으로 대체.
- 2023년
  - 3월 10일: 2023 월드 베이스볼 클래식 《대한민국 VS 일본》 중계방송으로 인한 편성일 연기.
  - 8월 11일: 2023 세계스카우트 잼버리 K-POP 슈퍼라이브로 대체.
  - 9월 29일 ~ 10월 6일: 2022 항저우 아시안 게임 중계방송으로 대체.
  - 10월 20일: 영화가 좋다와 살림하는 남자들 재방송으로 대체.
  - 12월 8일 ~ 12월 15일: 2023 뮤직뱅크 글로벌 페스티벌 편성으로 대체.
  - 12월 22일 ~ 12월 29일: 연말 시상식 편성으로 인한 방송 중단.
- 2024년
  - 2월 9일: 설 연휴 특집 살림하는 남자들 재방송으로 인한 편성일 연기.
  - 4월 19일: 개는 훌륭하다 재방송으로 대체.
  - 8월 2일 ~ 8월 9일: 2024 파리 올림픽 중계방송으로 2주간 방송 중단.
  - 10월 11일: 뮤직뱅크 in 마드리드 녹화 실황으로 대체.
  - 12월 13일: 2024 뮤직뱅크 글로벌 페스티벌 준비로 대체.
  - 12월 20일: 2024 KBS 가요대축제 글로벌 페스티벌 편성으로 대체.
  - 12월 27일: 동물은 훌륭하다 재방송으로 대체.
- 2025년
  - 1월 3일: 무안공항 여객기 참사의 여파로 인한 긴급 취소.
  - 1월 31일 : 영화가 좋다 재방송으로 인한 방송 취소.
  - 3월 28일 : 영남 지역 산불로 인한 편성일 긴급 연기 및 박원숙의 같이 삽시다 3 스페셜 편성.
  - 6월 6일 : 현충일 연휴 및 KBS 스포츠 2025 KBO 리그 한화 이글스 vs KIA 타이거즈 경기 중계로 인한 편성일 연기.
  - 8월 15일 : 광복절 특집 우리는 대한민국으로 대체.

## 특집 스페셜 방송
- 2009년 8월 14일 : 인천세계도시축전 특집으로 방송.
- 2010년 12월 24일 : 크리스마스 특집으로 방송.
- 2012년 8월 31일 : 2012 인천공항 스카이 페스티벌 특집으로 방송.
- 2013년 5월 10일 : 2013 청주 오송 화장품뷰티세계박람회 특집으로 방송.
- 2014년 10월 3일 : 통합 청주시 출범 기념 《2014 청주 오송 국제바이오산업엑스포》 특집으로 방송.
- 2015년 10월 9일 : 동대문 디자인 플라자 특집으로 방송.
- 2015년 10월 16일 : 2015 인천공항 스카이 페스티벌 특집으로 방송.
- 2017년 5월 19일 : FIFA U-20 월드컵 전주 개막 기념 특집으로 방송.
- 2019년 10월 4일 : 오후 5시부터 뮤직뱅크 강릉 방송으로 진행.
- 2019년 10월 18일 : 1000회 특집으로 방송.
- 2024년 10월 25일 : 저녁 6시 10분부터 뮤직뱅크 창원 방송으로 진행.

## 수상
- 2013년 KBS 연예대상 쇼,오락 부문 여자 신인상 윤보라
- 2015년 KBS 연예대상 쇼,오락 부문 남자 신인상 박보검
- 2018년 KBS 연예대상 토크 & 쇼 부문 여자 신인상 Kei (러블리즈)
- 2018년 KBS 연예대상 토크 & 쇼 부문 남자 신인상 최원명
- 2019년 KBS 연예대상 베스트 커플상 (최보민 (골든차일드) & 신예은)
- 2020년 KBS 연예대상 베스트 커플상 (수빈 (투모로우바이투게더) & 아린 (오마이걸))
- 2021년 KBS 연예대상 베스트 커플상 (성훈 (ENHYPEN) & 장원영 (IVE))
- 2023년 KBS 연예대상 베스트 커플상 (이채민 & 홍은채 (르세라핌))
- 2023년 KBS 연예대상 디지털 콘텐츠상 (은채의 스타일기)
- 2024년 KBS 연예대상 베스트 커플상 (문상민&민주)

## 경쟁 프로그램
- 쇼! 음악중심 (MBC TV)
- SBS 인기가요 (SBS TV)
- 쇼 챔피언 (MBC M)
- 더쇼 (SBS M)
- 엠카운트다운 (Mnet)